# Cevins
Cevins ist eine französische Gemeinde mit 707 Einwohnern (Stand 1. Januar 2022) im Département Savoie in der Region Auvergne-Rhône-Alpes. Sie gehört zum Kanton Albertville-1 im Arrondissement Albertville.

## Geographie

### Lage
Cevins liegt auf 419 m, etwa 43 Kilometer östlich der Präfektur Chambéry, 73 Kilometer südsüdöstlich der Stadt Genf und 73 Kilometer nordöstlich der Stadt Grenoble (Luftlinie). Das Dorf liegt im Tal der Isère zwischen Albertville und Moûtiers in der historischen Provinz Tarentaise. Nachbargemeinden von Cevins sind La Bâthie und Beaufort im Norden, La Léchère im Osten, Feissons-sur-Isère im Süden sowie Rognaix und Saint-Paul-sur-Isère im Westen.

### Topographie
Die Fläche des 32,66 km² großen Gemeindegebiets reicht von der Isère, an dessen rechtem Ufer sich der Ortskern befindet, bis weit hinauf in das Hochgebirge des Beaufortain-Massiv mit Erhebungen weit über 2000 m. Es umfasst ein kleines Seitental der Isère, das vom Gebirgsbach Torrent de la Gruvaz gebildet wird. Die sich südlich und östlich an das Seitental anschließenden Bergkämme begrenzen das Gemeindegebiet, während dieses sich im Norden noch weiter ausdehnt bis in das benachbarte Tal des Torrent de Bénétant, der teilweise die Gemeindegrenze markiert. Es erreicht seinen höchsten Punkt auf dem 2686 m hohen Le Grand Mont. Damit reichen weite Teile der Gemeinde über die Waldgrenze hinaus, die hier bei etwa 1800 m liegt. Insgesamt liegt der Waldanteil an der Gemeindefläche bei 44 %, derjenige mit Gras und niedrigem Bewuchs bei 13 %, Fels und Schneeflächen bei 37,6 %.

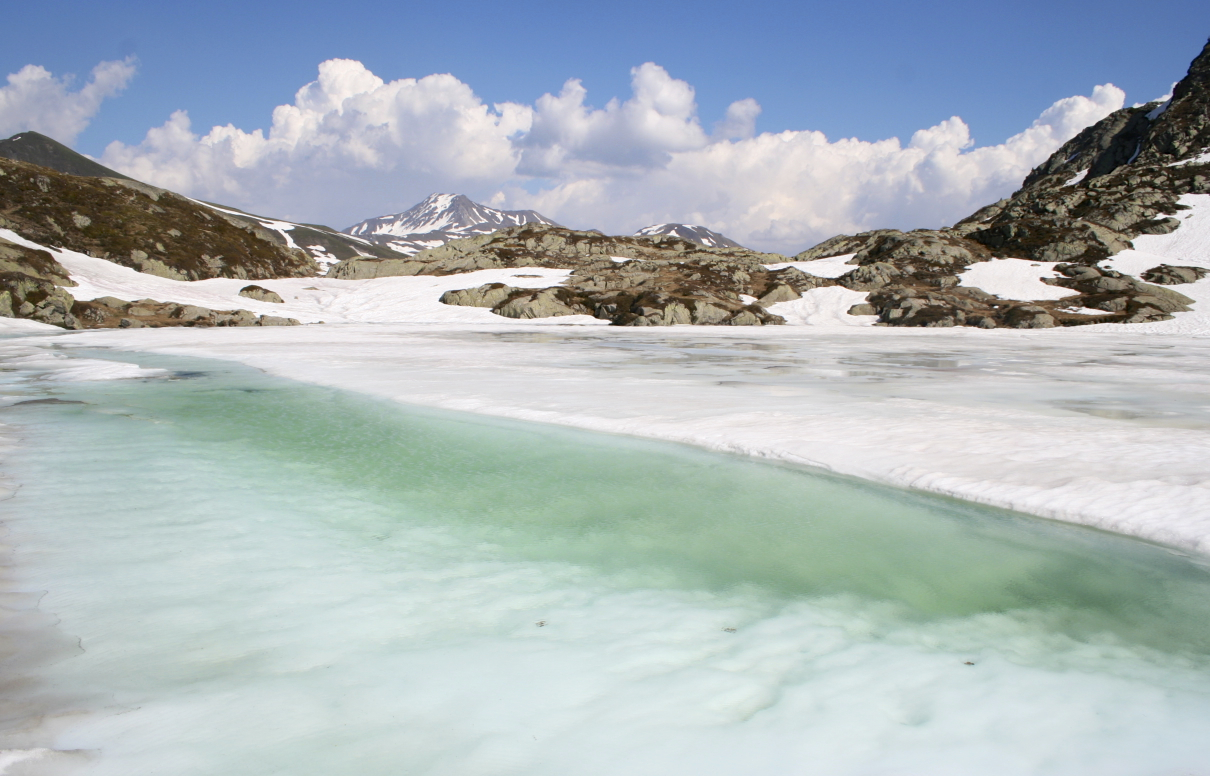
Einer der Lacs de la Tempête bei Schneeschmelze

Zur Gemeinde gehören mehrere kleine Seen im Hochgebirge, darunter die Lacs de la Tempête (2131 m) und der Lac des Cornaches (1777 m).

### Gemeindegliederung
Der Ort Cevins gliedert sich in mehrere Teile, die ihre eigenen Namen haben, diese sind von Norden nach Süden Bornand, La Montaz, La Roche und Luy de Four. Außerdem gehören zu der Gemeinde mehrere Weilersiedlungen im Gebirge, darunter:
- La Ville (800 m) am Hang oberhalb des Ortskerns,
- Le Villard (1012 m) am Hang oberhalb des Ortskerns,
- Bénétant (1207 m) unterhalb des Grand Mont.

## Geschichte
Die Tarentaise war schon vor der Römerzeit vom keltischen Volk der Ceutronen besiedelt. Von Cevins, dessen Name auf den Personennamen Civinus zurückgeht, ist aus dem Jahr 1110 eine erste urkundliche Erwähnung überliefert (Imbertus Dapifer de Civins). Später im 12. Jahrhundert wurde es zusammen mit anderen Pfarrkirchen in der Tarentaise erwähnt.

## Sehenswürdigkeiten
Die Dorfkirche Saint Nicolas aus dem 18. Jahrhundert ersetzte einen durch eine Überschwemmung zerstörten Vorgängerbau. Ihre Fassade und Dachkonstruktion sind als Monument historique eingeschrieben. In den weiter entfernten Weilern oberhalb des Ortskerns stehen Kapellen. Aus der Zeit von etwa 1100 stammt das Château du Chagnay, ein festes Haus auf dem Kalvarienberg oberhalb der Isère, von dem Ruinen erhalten sind.

## Bevölkerung
| Jahr                       | 1962 | 1968 | 1975 | 1982 | 1990 | 1999 | 2006 | 2011 | 2018 |
| Einwohner                  | 551  | 569  | 591  | 565  | 651  | 687  | 657  | 674  | 730  |
| Quellen: Cassini und INSEE |      |      |      |      |      |      |      |      |      |

Mit 707 Einwohnern (Stand 1. Januar 2022) gehört Cevins zu den kleinen Gemeinden des Départements Savoie. Während des gesamten 19. und 20. Jahrhunderts änderte sich die Einwohnerzahl nur wenig und lag meistens in der Nähe von 600 Einwohnern. Die Ortsbewohner von Cevins heißen auf Französisch Cevinois(es).

## Wirtschaft und Infrastruktur
Cevins war bis weit ins 20. Jahrhundert hinein ein vorwiegend durch die Landwirtschaft geprägtes Dorf. Daneben gibt es heute verschiedene Betriebe des lokalen Kleingewerbes. Mittlerweile hat sich das Dorf zu einer Wohngemeinde entwickelt. Viele Erwerbstätige sind Wegpendler, die in den größeren Ortschaften der Umgebung, vor allem im Raum Albertville ihrer Arbeit nachgehen.
Die N90 durchquert als Hauptverkehrsachse der Tarentaise das Gemeindegebiet und erschließt es mit einer Anschlussstelle. Die N90 geht talabwärts bei Albertville in die Autobahn A430 über. Eine Brücke über die Isère verbindet den Ort mit Rognaix und Saint-Paul-sur-Isère. Die Bahnstrecke Saint-Pierre-d’Albigny–Bourg-Saint-Maurice verläuft ebenfalls durch das Isère-Tal und hat einen größeren Bahnhof in Albertville. Als Flughäfen in der Region kommen Chambéry-Savoie (Entfernung 71 km) und Genf (104 km) in Frage.

### Bildung
In Cevins befindet sich eine Grundschule (école primaire).